# Церква Преображення Господнього (Жилинці)
Церква Преображення Господнього в Жилинцях — парафія і храм греко-католицької громади Борщівського деканату Бучацької єпархії Української греко-католицької церкви в селі Жилинці Чортківського району Тернопільської области.
Оголошена пам'яткою архітектури місцевого значення (охоронний номер 426).

## Історія церкви
Парафія належала до УГКЦ з початку XVIII століття. У 1910 році була збудована кам'яна церква, яка має старовинний дубовий іконостас і престол.
Парафія залишалася греко-католицькою до 1946 року. З 1946 по 1981 рік церква була закрита державною владою. У грудні 1989 року парафія і храм повернулися в лоно УГКЦ.

## Парохи
- о. Володимир Кархут,
- о. Еміліян Глібовецький,
- о. Дмитро Курдидик,
- о. Степан Лівкевич,
- о. Михайло Царук,
- о. Михайло Кисіль (1989—1990),
- о. Микола Подощак (1990—1992),
- о. Ярослав Гавришів (1992—2002),
- о. Іван Яворський (2002—2006),
- о. Ярослав Яловіца (з 2006).